# Nicolas Liboreau
Nicolas Liboreau (né le 15 mars 1977 à Poitiers) est un coureur cycliste français, actif dans les années 1990 et 2000.

## Biographie
Chez les amateurs, Nicolas Liboreau a couru au club Vineuil Sports, à Saint-Aignan, à l'ASPTT Tours et au VS Chartres. Avec ce dernier, il obtient huit victoires en 2000, parmi lesquelles une étape du Circuit des plages vendéennes, deux étapes du Tour du Loiret et une étape du Tour des Landes. Après ces performances, il rejoint le CM Aubervilliers en 2001, réserve de l'équipe professionnelle BigMat-Auber 93. Grand espoir de l'équipe, il remporte le Circuit méditerranéen, une étape du Ruban granitier breton et termine sixième du Grand Prix de Lillers. Stagiaire dans l'équipe première BigMat-Auber 93, il se distingue sur le Tour de l'Avenir en terminant deuxième de la première étape, seulement devancé au sprint par Alexandre Usov.
Après son stage, l'équipe BigMat-Auber 93 le fait passer professionnel dans son effectif en 2002,. Bon sprinteur, il obtient plusieurs places d'honneur au début de la saison en terminant sixième du Grand Prix Rudy Dhaenens, septième d'une étape du Circuit de la Sarthe et huitième du Grand Prix de la côte étrusque. Durant l'été, il s'impose sur le Prix Xavier Louarn, première épreuve de la Mi-août bretonne. En Pologne, il se classe troisième de deux étapes sur la Course de la Solidarité olympique. 
En 2003, il termine quatrième d'une étape au Circuit de la Sarthe, septième d'étapes au Tour de Normandie et au Tour de Picardie ou encore neuvième d'une étape de l'Étoile de Bessèges. Non conservé par son équipe en fin de saison, il retourne chez les amateurs en 2004 au VC La Pomme Marseille, où il court encore pendant une saison,. 
Son père Philippe a été cycliste amateur de première catégorie pendant onze ans, sans toutefois passer professionnel. Sa fille Lucie est également coureuse cycliste chez les jeunes.

## Palmarès
- 2000
  - 3e étape du Circuit des plages vendéennes
  - Deux étapes du Tour du Loiret
  - 1re étape du Tour des Landes
- 2001
  - Circuit méditerranéen
  - 4e étape du Ruban granitier breton
- 2002
  - Prix Xavier Louarn